# والور گیسلاسون
والور گیسلاسون (انگلیسی: Valur Gíslason؛ زادهٔ ۸ سپتامبر ۱۹۷۷) بازیکن فوتبال اهل ایسلند است.
از باشگاه‌هایی که در آن بازی کرده‌است می‌توان به باشگاه فوتبال آرسنال، باشگاه فرم، باشگاه فوتبال برایتون اند هوو آلبیون، باشگاه فوتبال لیدز یونایتد، باشگاه فرم، باشگاه فوتبال فیلکیر، و باشگاه فوتبال فیلکیر، و تیم ملی فوتبال ایسلند اشاره کرد.
وی همچنین در تیم‌های ملی فوتبال ۱۷& ۱۹ , ۲۱ سال ایسلند بازی کرده‌است.